# デジタルスケープ
株式会社デジタルスケープ（英: DIGITALSCAPE Co., Ltd.）は、Web制作者やCG、ゲーム等のIT系クリエーターの人材派遣や受託制作を主な事業とする日本の企業。
株式会社ボーンデジタルの完全子会社。

## 歴史
1995年10月、デジタルクリエイターに特化した人材ビジネスを目的として東京都千代田区に設立。1996年1月よりデジタルクリエイターの人材派遣業を開始した。
1997年8月、大阪府大阪市北区に大阪支店を開設。同年11月よりデジタルクリエイターの人材派遣業を開始した。
1999年11月、本社を東京都渋谷区に移転。2000年7月、東京都目黒区に池尻オフィスを開設。
2002年6月、アイ・エム・ジェイと共同でWebサイトの運用・更新業務を行う「株式会社ウェブ・ワーカーズ」を設立。
2003年6月、東京本社および池尻オフィスを東京都渋谷区に移転。2004年11月、大阪支店を大阪府大阪市北区堂島に移転。
2005年2月、大阪証券取引所のラクレス市場へ上場。同年4月、愛知県名古屋市中区に名古屋支店を開設。同年6月、クラフテックスを子会社化。同年7月、エクステージの株式を取得。同年10月、ウェブ・ワーカーズの株式を一部取得し子会社化。同年11月、カルチュア・コンビニエンス・クラブが資本参加。
2009年5月、親会社および筆頭株主の異動によりイマジカ・ロボットホールディングス（後のIMAGICA GROUP）の連結子会社化。同年6月、株式を非上場化。同年7月、株式交換によりイマジカ・ロボットホールディングスの完全子会社化。同年10月、バウハウス・エンタテインメントを合併し東京都渋谷区に桜丘スタジオを開設。
2010年11月、マルチビッツの全株式を取得し完全子会社化。2011年4月、IMAGICA PDと合併し商号を「株式会社イマジカデジタルスケープ」に変更。同年6月、コンシューマゲームなどにおけるデバッグサービス事業を開始。同年10月、東京都八王子市に八王子サテライトオフィスを開設。
2012年7月、大阪支店を大阪府大阪市中央区南本町に移転。2013年3月、コスモ・スペースの株式を取得し子会社化。同年6月、角川エディトリアルの株式を取得し子会社化。
2014年6月には東新宿スタジオ（HEPTA Creation）を、同年11月には新宿御苑スタジオ（東京デバッグ・2Dグラフィックス制作スタジオ）を開設。
2015年6月にはウェザーマップ、同年7月にはIMAGICAイメージワークスの株式を取得し子会社化。同年8月、大阪支店を大阪市北区堂島に移転。
2017年10月、東京テストスタジオを東京都文京区水道に移転。同年11月、キューアンドエーアーキテクト（後のイマジカアロベイス）の株式を取得し子会社化。
2019年7月、新橋スタジオを開設。同年8月、ステークホルダーコムと資本業務提携を締結。
2020年3月、新潟県新潟市中央区に新潟テストスタジオ（デバッグ業務）を開設。同年6月、湘南ハイテク企画の株式を取得し子会社化。同年7月、バウハウス大阪スタジオを開設。
2021年3月、大阪支店を大阪市中央区南本町に移転。同年4月IMAGICA Lab.のゲーム・グラフィック関連事業を移管・統合しイメージワークス事業部を設立。
2023年4月、ゲーム関連事業を担うIMAGICA GEEQとWeb映像関連・人材マネジメント事業を担うイマジカデジタルスケープに再編し事業を開始。
2024年2月、イマジカデジタルスケープと子会社であるイマジカアロベイス・湘南ハイテク企画の全株式をボーンデジタルへ譲渡することを決定。同年3月15日付で同社の完全子会社となり、商号を「株式会社デジタルスケープ」に変更。